# The Winning Coat
The Winning Coat est un film muet américain réalisé par D. W. Griffith, sorti en 1909.

## Synopsis
Un jeune courtier joue dans une taverne et gagne un manteau au chef d'une bande. Dans la poche de celui-ci, il trouve les détails d'un plan visant à enlever la reine. Il retourne au château, se cache jusqu'à l'arrivée des brigands et finit par faire éclater la tentative d'enlèvement au grand jour.

## Fiche technique
- Titre : The Winning Coat
- Réalisation et scénario : D. W. Griffith
- Société de production et de distribution : American Mutoscope and Biograph Company[1]
- Photographie : G. W. Bitzer
- Pays de production :  États-Unis
- Format[2] : Noir et blanc - Muet - 1,33:1[3] ou 1,37:1[4] - 35 mm[3],[4]
- Longueur de pellicule : 767 pieds (234 mètres[3])
- Durée : 8 minutes (à 16 images par seconde)[2]
- Genre : inconnu
- Date de sortie : 12 avril 1909

## Distribution
Les noms des personnages proviennent de l'Internet Movie Database.
- Owen Moore : le courtier
- Marion Leonard : une femme noble
- Harry Slater : le duc
- Florence Lawrence : la femme dans l'attente
- Linda Arvidson : une servante
- John R. Cumpson : le tavernier
- Anita Hendrie : une servante
- Mack Sennett : un serviteur

## Autour du film
Les scènes du film ont été tournées le 16 avril 1909 dans le studio de la Biograph à New York.